# Jim Allevinah
Jim Allevinah, né le 27 février 1995 à Agen (Lot-et-Garonne), est un footballeur international gabonais qui évolue au poste d'ailier gauche à Angers SCO.
Il est le fils de Serge Allevinah, ancien buteur du SU Agen et du CA Castets.

## Biographie

### Carrière en club

#### Parcours amateur (2014-2019)
Jim Allevinah fait ses premiers pas en jeunes à l'Entente Boé-Bon-Encontre, puis à 16 ans il rejoint le Stade montois. À la fin de la saison, il retourne en Lot-et-Garonne à l'Entente Boé-Bon-Encontre. Il fait ses débuts en séniors avec son club formateur en Division d'Honneur Régionale (8e division), puis en Promotion Honneur (9e division). En décembre 2014, il rejoint le SU Agen en Division d'Honneur (6e division). Ses performances avec Agen vont taper dans l’œil des dirigeants du FC Marmande 47 qui évolue en CFA 2. Il quitte le SU Agen pour le FC Marmande 47, puis grâce à ses bonnes performances en CFA 2 avec Marmande, il est très vite repéré par des clubs professionnels comme Dijon et Bordeaux qui lui proposent de faire des tests,. Malheureusement pour lui, les tests ne s’avèrent pas concluants. 
À la fin de la saison, il signe un contrat avec le club basque de l'Aviron bayonnais, tout juste relégué en CFA 2. En mai 2017, il est mis à l'essai au Nîmes Olympique grâce à sa bonne saison (6 buts et 7 passes décisives), mais l'essai n'est pas concluant. Après deux saisons à Bayonne, il signe un contrat de deux ans avec Le Puy Foot en National 2. Avec le Puy, il est champion du groupe B de National 2, et le club est promu en National. Grâce à sa bonne saison, le Clermont Foot 63 fait une offre qui avoisinerait les 25 000 euros et lui propose un contrat de trois ans,.

#### Clermont Foot (depuis 2019)
C'est sous le maillot rouge du Clermont Foot que Jim Allevinah signe son premier contrat professionnel d'une durée de trois ans le 13 juin 2019. Il fait ses débuts professionnel face à Châteauroux lors d'une victoire trois buts à zéro lors de la première journée de Ligue 2. Lors de ce match, il entre à la 68e minute de la rencontre, à la place de Jason Berthomier et offre une passe décisive à Adrian Grbić.

### Carrière internationale
Le 12 mars 2019, alors qu'il joue encore au Puy Foot 43 en National 2, il est convoqué pour la première fois en équipe du Gabon par le sélectionneur national Daniel Cousin, pour un match des éliminatoires de la CAN 2019 contre le Burundi,.
Le 23 mars 2019, il honore sa première sélection contre le Burundi. Il commence la rencontre comme titulaire malgré son inexpérience à côté d'Aubameyang. Il est l’un des joueurs les plus dangereux et pose beaucoup de problèmes sur son côté droit. Malgré l’élimination à la suite du match nul de 1-1,. Il garde un souvenir impérissable de ce moment « J’étais forcément triste à cause de l’élimination, mais pour une première, la fierté prend le dessus sur la déception. J’ai rendu fier toute ma famille et mes proches et ça c’est plus fort que tout. Ça reste un super souvenir ».
Il inscrit son premier but en équipe nationale le 5 septembre 2021, contre l'Égypte. Il marque ensuite un autre but contre cette même équipe, le 16 novembre. Ces deux rencontres rentrent dans le cadre des éliminatoires de la Coupe d'Afrique des nations 2021. Il participe ensuite en début d'année 2022 à la phase finale de la CAN organisée au Cameroun. Lors de cette compétition, il joue quatre matchs. Il se met en évidence en marquant deux buts en phase de poule, contre le Ghana et le Maroc. Le Gabon s'incline en huitièmes de finale face au Burkina Faso, après une séance de tirs au but.

## Statistiques

### En club
| Saison                | Club                  | Championnat           | Championnat | Championnat | Coupe(s) nationale(s) | Coupe(s) nationale(s) | Total | Total |
| Saison                | Club                  | Division              | M.          | B.          | M.                    | B.                    | M.    | B.    |
| 2015-2016             | FC Marmande 47        | CFA 2                 | 20          | 4           | 1                     | 0                     | 21    | 4     |
| 2016-2017             | Aviron bayonnais      | CFA 2                 | 22          | 6           | -                     | -                     | 22    | 6     |
| 2017-2018             | Aviron bayonnais      | National 3            | 23          | 7           | 1                     | 0                     | 24    | 7     |
| Sous-total            | Sous-total            | Sous-total            | 45          | 13          | 1                     | 0                     | 46    | 13    |
| 2018-2019             | Le Puy Foot           | National 2            | 26          | 2           | 3                     | 0                     | 29    | 2     |
| 2019-2020             | Clermont Foot 63      | Ligue 2               | 22          | 2           | -                     | -                     | 22    | 2     |
| 2020-2021             | Clermont Foot 63      | Ligue 2               | 38          | 12          | 1                     | 0                     | 39    | 12    |
| 2021-2022             | Clermont Foot 63      | Ligue 1               | 30          | 1           | -                     | -                     | 30    | 1     |
| 2022-2023             | Clermont Foot 63      | Ligue 1               | 36          | 1           | 1                     | 0                     | 37    | 1     |
| 2023-2024             | Clermont Foot 63      | Ligue 1               | 29          | 2           | 2                     | 1                     | 31    | 3     |
| Sous-total            | Sous-total            | Sous-total            | 155         | 17          | 4                     | 1                     | 159   | 18    |
| 2024-2025             | Angers SCO            | Ligue 1               | 28          | 1           | 3                     | 1                     | 31    | 2     |
| Total sur la carrière | Total sur la carrière | Total sur la carrière | 274         | 37          | 12                    | 2                     | 286   | 39    |

### En équipe nationale
| Saison                | Sélection             | Phases finales        | Phases finales | Phases finales | Phases finales | Éliminatoires | Éliminatoires | Éliminatoires | Matchs amicaux | Matchs amicaux | Matchs amicaux | Total | Total | Total |
| Saison                | Sélection             | Compétition           | M              | B              | Pd             | M             | B             | Pd            | M              | B              | Pd             | M     | B     | Pd    |
| --------------------- | --------------------- | --------------------- | -------------- | -------------- | -------------- | ------------- | ------------- | ------------- | -------------- | -------------- | -------------- | ----- | ----- | ----- |
| 2018-2019             | Gabon                 | -                     | -              | -              | -              | 1             | 0             | 0             | -              | -              | -              | 1     | 0     | 0     |
| 2019-2020             | Gabon                 | -                     | -              | -              | -              | 2             | 0             | 0             | 2              | 0              | 0              | 4     | 0     | 0     |
| 2020-2021             | Gabon                 | -                     | -              | -              | -              | 3             | 0             | 0             | 1              | 0              | 0              | 4     | 0     | 0     |
| 2021-2022             | Gabon                 | CAN 2021              | 4              | 2              | 0              | 4             | 2             | 0             | -              | -              | -              | 8     | 4     | 0     |
| 2022-2023             | Gabon                 | -                     | -              | -              | -              | 2             | 0             | 0             | 2              | 2              | 0              | 4     | 2     | 0     |
| 2023-2024             | Gabon                 | -                     | -              | -              | -              | 5             | 2             | 1             | -              | -              | -              | 5     | 2     | 1     |
| 2024-2025             | Gabon                 | -                     | -              | -              | -              | 6             | 1             | 1             | -              | -              | -              | 6     | 1     | 1     |
| Total sur la carrière | Total sur la carrière | Total sur la carrière | 4              | 2              | 0              | 23            | 5             | 2             | 5              | 2              | 0              | 32    | 9     | 2     |

### Liste des matchs internationaux

#### Buts internationaux
| 0   | Date             | Lieu                                    | Compétition      | Résultat | Adversaire | Détail | Détail         | Détail | Sél. |
| --- | ---------------- | --------------------------------------- | ---------------- | -------- | ---------- | ------ | -------------- | ------ | ---- |
| 1er | 5 septembre 2021 | Stade d'Angondjé, Libreville, Gabon     | Qualifs CDM 2022 | 1 - 1    | Égypte     | 73e    | du pied droit  | 1-0    | 11e  |
| 2e  | 16 novembre 2021 | Stade Borg Al Arab, Alexandrie, Égypte  | Qualifs CDM 2022 | 2 - 1    | Égypte     | 54e    | du pied droit  | 1-1    | 13e  |
| 3e  | 14 janvier 2022  | Stade Ahmadou-Ahidjo, Yaoundé, Cameroun | CAN 2021         | 1 - 1    | Ghana      | 88e    | du pied gauche | 1-1    | 15e  |
| 4e  | 18 janvier 2022  | Stade Ahmadou-Ahidjo, Yaoundé, Cameroun | CAN 2021         | 2 - 2    | Maroc      | 21e    | du pied gauche | 0-1    | 16e  |

## Palmarès
- Le Puy Foot
  - Vainqueur du groupe B de National 2 en 2019
- Clermont Foot 63
  - Vice-champion de France de Ligue 2 en 2021